# クウェート軍
クウェート軍（クウェートぐん）は、クウェート陸軍、クウェート海軍、クウェート空軍の三軍種とクウェート国家警察、クウェート国家警備隊、クウェート沿岸警備隊で構成されるクウェートの軍隊である。
クウェート軍の法律上の最高司令官は首長だが、事実上の指揮権はクウェート政府の長である首相が有している。
クウェート軍の管理・運営は国防省が担当する。

## 人員
| 組織           | 現役   | 予備役 |
| -------------- | ------ | ------ |
| クウェート陸軍 | 11,000 |        |
| クウェート海軍 | 2,000  |        |
| クウェート空軍 | 2,500  |        |

## クウェート陸軍
クウェート陸軍は11,000人の兵力を保有する。

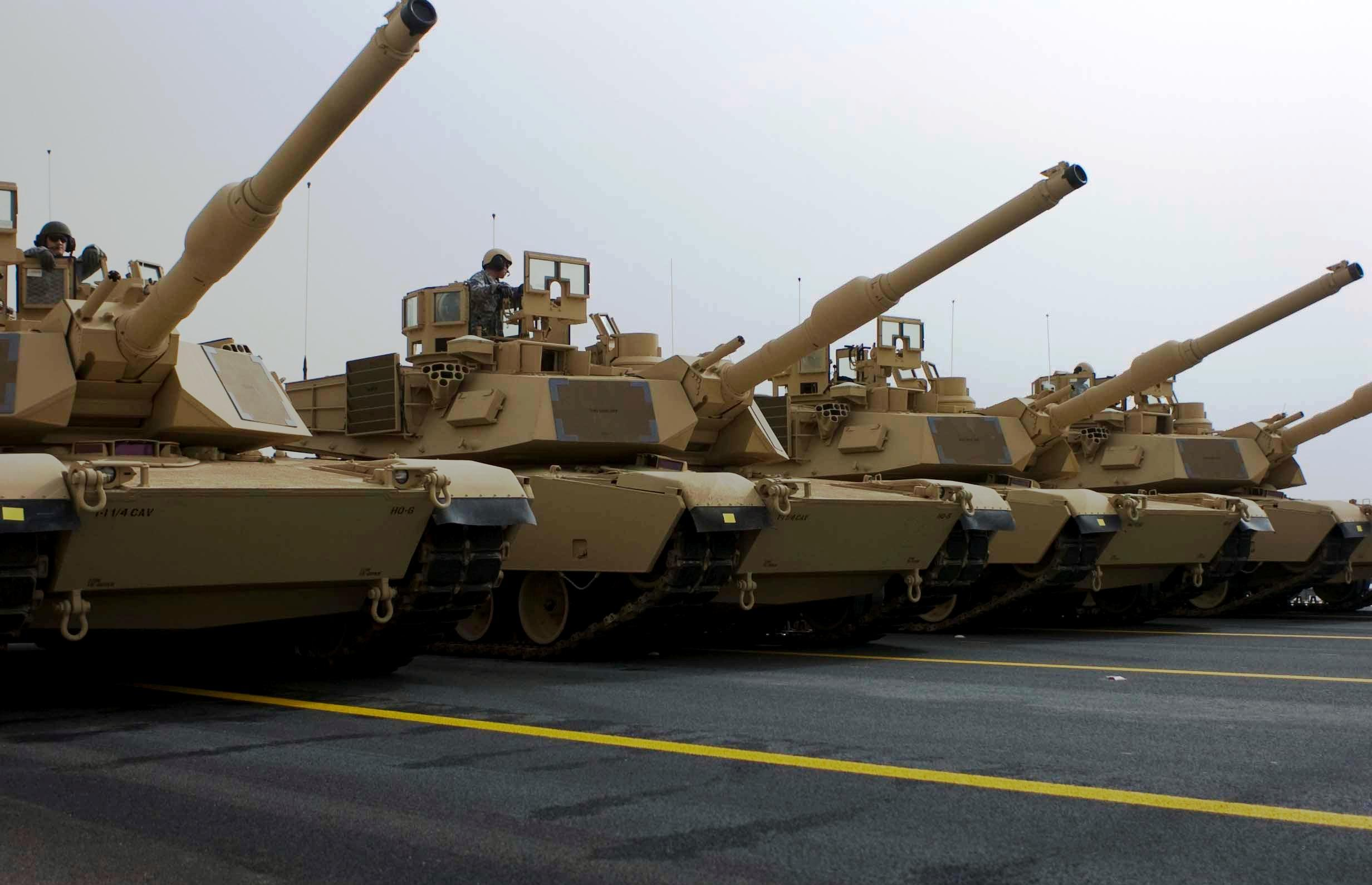
クウェート陸軍のM1A2エイブラムス戦車

装備は以下の通りである

### 車両
- M1A2  ×218
- M-84AB  ×149
- ウォーリア装甲戦闘車 ×254
- BMP-3  ×200
- BMP-2  ×76
- M113装甲兵員輸送車  ×260
- M577 ×30
- ファハド装甲兵員輸送車 ×60
- M88A2 ×14
- M-84AI  ×15
- ハンヴィー
- PLZ-45 ×51
- M109A1B  ×23
- BM-30  ×27

### 対戦車兵器
- RPG-7
- BGM-71 TOW
- 9M113
- 9M111
- 9M133
- AT-10（英語版）
- カールグスタフ無反動砲

小火器
- ベレッタ 92
- FN ブローニング・ハイパワー
- コルト・コマンドー
- M16自動小銃
- M4カービン
- FN MAG
- M60機関銃

## クウェート海軍
クウェート海軍は2,000人の兵力を保有する。

## クウェート空軍
クウェート空軍は2,500人の人員を保有する。

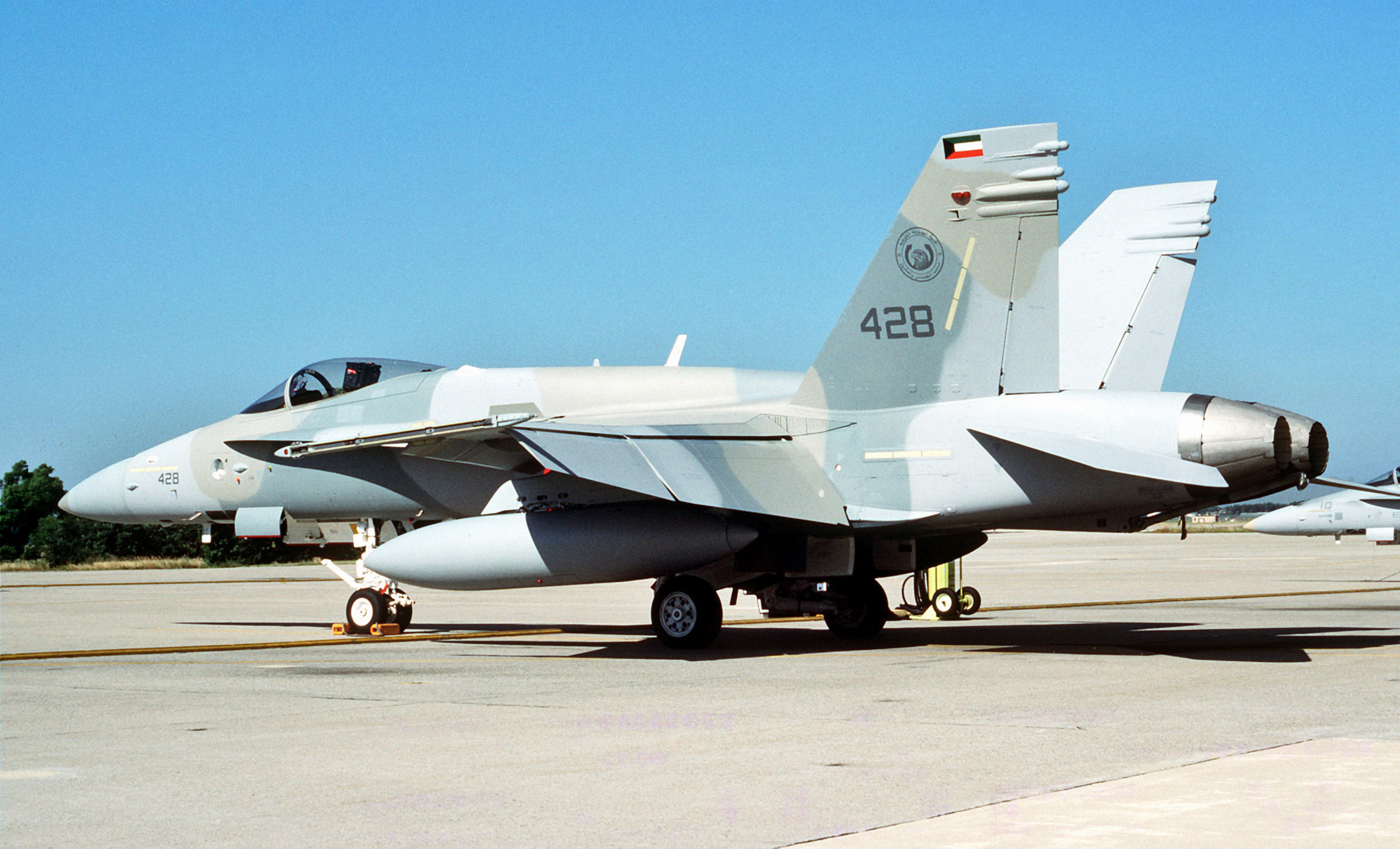
クウェート空軍のF/A-18戦闘攻撃機

### 装備[2]

#### 戦闘機
- ユーロファイター タイフーン  ×6 22調達予定
- F/A-18C ×27
- F/A-18E  32調達予定

#### 給油機
- KC-130J ×3

#### 輸送機
- C-17  ×2

#### ヘリコプター
- AH-64D/E  ×16 8調達予定
- AS332 ×5
- H225M ×20
- SA330  ×6
- SA342 ×13

#### 練習機
- F/A-18D ×7
- F/A-18F  8調達予定
- ホーク Mk64 ×6

#### 無人機
- バイラクタル TB2 ×3以上[3]

#### 防空兵器
- MIM-104 パトリオット ×14
- MIM-23 ホーク ×5
- スターバースト ×50

## 準軍事組織

### クウェート国家警察
国内の犯罪捜査を目的とした組織。有事の際は陸軍の傘下に入る。

### クウェート国家警備隊
国境警備や国内の治安維持を目的とした組織。有事の際は陸軍の傘下に入る。

### クウェート沿岸警備隊
領海警備を目的とした組織。有事の際は海軍の傘下に入る。